# Zbigniew Bizoń (kompozytor)
Zbigniew Bizoń (ur. 30 marca 1942 w Bielsku) – polski kompozytor, saksofonista tenorowy, organista, wokalista i aranżer.

## Kariera
W dzieciństwie uczył się gry na skrzypcach; uczęszczał do liceów muzycznych w Bielsku-Białej i Katowicach, ostatecznie ukończył Średnią Szkołę Muzyczną w Łodzi.
W latach 60. XX wieku współpracował z czołowymi polskimi zespołami bigbitowymi – najpierw krótko z Niebiesko-Czarnymi (w roku 1962), a potem przez kilka lat (1962–1965) jako instrumentalista i kompozytor, a później kierownik muzyczny – z zespołem Czerwono-Czarni. Z grupą tą wiele koncertował w kraju i za granicą (głównie dla Polonii w USA).
Po rozstaniu z Czerwono-Czarnymi zajmował się komponowaniem muzyki teatralnej. Współpracował z warszawskim Teatrem Syrena. Jego dziełem jest m.in. muzyka do programu Bujajmy wśród gwiazd.
Kolejnym zespołem, z którym się związał była grupa Tajfuny. Został jej kierownikiem muzycznym i saksofonistą. Stało się to w marcu 1965 roku. Trzy lata później w roku 1968 m.in. z muzyków tego zespołu utworzył własną grupę, nadając jej nazwę Bizony. Jako solista występował w niej Stan Borys (właściwie Stanisław Guzek). To właśnie z nim wystąpili w marcu 1968 roku w Telewizyjnej Giełdzie Piosenki, zajmując w tym konkursie I miejsce za utwór Lepiej późno niż wcale. Z Bizonami zagrał wiele koncertów zarówno w Polsce (Olsztyn, Sopot, Opole), jak i poza granicami kraju (Austria, Czechosłowacja, NRD, RFN, ZSRR).
Gdy z Bizonów w 1970 odszedł Stan Borys, grupa ta nawiązała współpracę ze Zdzisławą Sośnicką. Nie trwała ona jednak długo. Latem 1970 roku zespół rozwiązano.
W roku 1971 Zbigniew Bizoń wyemigrował do Szwecji, gdzie mieszka do dzisiaj. Pracował tam jako nauczyciel muzyki oraz organizator imprez muzycznych. Obecnie współpracuje z wieloma zespołami szwedzkimi oraz polskimi muzykami, którzy przebywają w Szwecji (są to m.in. Janusz Hryniewicz, Andrzej Ibek, Andrzej Nebeski). Współpracuje przy nagraniach, a także bierze udział w koncertach. Ma też własne studio nagrań. Pisze również muzykę do spektakli organizowanych przez Polskie Towarzystwo Teatralne w Szwecji, którego jest członkiem.
W latach 80. XX wieku pojawiał się w Polsce. Brał udział w koncertach Old Rock Meeting (1986, 1987).
Jest kompozytorem wielu popularnych piosenek, m.in. dla Stana Borysa, Macieja Kossowskiego, Haliny Kunickiej, Czesława Niemena, Katarzyny Sobczyk, Karin Stanek, Zdzisławy Sośnickiej.
Pisał do tekstów takich autorów, jak m.in.: Krzysztof Dzikowski, Marek Głogowski, Jonasz Kofta, Janusz Kondratowicz, Wojciech Młynarski, Witold Patuszyński.
Covery piosenki Nie wiem, czy to warto wykonują Krystyna Janda i Katarzyna Groniec.

### Nagrody

#### Nagrody zespołowe
- 1963 – nagroda zespołowa dla Czerwono-Czarnych na Krajowym Festiwalu Polskiej Piosenki w Opolu
- 1968 – Srebrny Kormoran dla Bizonów na Przeglądzie Zespołów Estradowych w Olsztynie za program Inter Musica Show
- 1968 – Brązowa Kotwica dla Bizonów na I Festiwalu Zespołów Młodzieżowych w Sopocie

#### Nagrody indywidualne dla Z. Bizonia
- 1965 – nagroda w kategorii "piosenka rozrywkowa" za utwór Nie wiem, czy to warto na KFPP w Opolu
- 1968 – wyróżnienie za opracowanie muzyczne na Przeglądzie Zespołów Estradowych w Olsztynie za program Inter Musica Show

## Dyskografia

### Składanki
- 1967 Coctail młodości (LP, Pronit XL-0417)

### Jako muzyk sesyjny
- 1963 Józef Ledecki (EP, Muza N-0287)
- 1963 Karin Stanek i Czerwono-Czarni (EP, Pronit N-0289)
- 1964 Katarzyna Sobczyk (SP, Pronit SP-114)
- 1964 Karin Stanek (EP, Muza N-0303)
- 1964 Maciej Kossowski (EP, Pronit N-0302)
- 1964 Czerwono-Czarni (EP, Muza N-0304)
- 1965 Katarzyna Sobczyk, Czerwono-Czarni (EP, Muza N-0383)
- 1966 Toni Keczer (EP, Muza N-0446)
- 1966 Czerwono-Czarni (LP, Muza SXL-0352)
- 1967 Wojciech Gąssowski (EP, Muza N-0494)
- 1967 Maciej Kossowski (EP, Muza N-0512)
- 1967 Coctail młodości (LP, Pronit XL-0417)
- 1967 Z młodością na ty (LP, Muza XL-0435)
- 1969 Stan Borys: To ziemia (LP, Pronit XL-0529)
- 1984 Czerwono-Czarni: Z archiwum polskiego beatu vol.1 (LP, Muza SX-2198; reedycja - XL0352)
- 1986 Old Rock Meeting A.D. 1986 (LP, Poljazz KPSJ-013; nagrania z koncertu, który odbył się 11 i 12 lipca 1986 roku w Operze Leśnej w Sopocie)
- 1986 Old Rock Meeting: Czy nas jeszcze pamiętasz? (LP, Muza SX-2505/6)
- 1987 Niebiesko-Czarni: Przeżyjmy to jeszcze raz (LP, Muza SX-2616/8)

Porównaj też Bizony - Dyskografia

## Wybrane kompozycje

### Muzyka teatralna
- Bujajmy wśród gwiazd
- Sonata Belzebuba
- Stół

### Piosenki
- Gdzie odnajdę swoje miejsce (słowa Janusz Kondratowicz)
- Ja mam taniec, śpiew i ciebie (sł. Witold Patuszyński)
- Krótki list (sł. Krzysztof Dzikowski)
- Lepiej późno niż wcale (sł. Marek Głogowski)
- Na wierchach wieje wiatr (sł. Z. Bielski)
- Nie wiem, czy to warto (sł. K. Dzikowski)
- Pechowy dzień (sł. K. Dzikowski)
- Wiatr od Klimczoka (sł. K. Dzikowski)
- Zostań tam, gdzie ja (sł. Wojciech Młynarski)
- Zwykły żart (sł. K. Dzikowski)

### Utwory instrumentalne
- Sandwicz